# Павлова, Нина Ивановна
Нина Ивановна Павлова — советский хозяйственный и государственный деятель, Герой Социалистического Труда.

## Биография
Родилась в 1925 году в деревне Лукино. Член КПСС.
В 1941—1945 — гладильщица белья 2-й городской больницы, ученица школы ФЗО, слесарь Мурманской городской электростанции.
В 1946—1957 — работница, доярка, бригадир животноводческой фермы, бригадир-животновод, старшая доярка подсобного хозяйства «Арктика» Кольского района Мурманской области.
В 1957—1979 — доярка совхоза «Ударник»/«Тепличный»/«Овощной» Саратовского района Саратовской области.
Указом Президиума Верховного Совета СССР от 22 марта 1966 года присвоено звание Героя Социалистического Труда с вручением ордена Ленина и золотой медали «Серп и Молот».
Делегат XXIII съезда КПСС.
Умерла в 2009 году в Саратовском районе.

## Награды и звания
- Герой Социалистического Труда (22.03.1966)
- Орден Ленина (22.03.1966)